# حقوق فردية
حقوق فردية (بالإنجليزية: individual rights ) هي حقوق الفرد بصرف النظر عن انتمائه الاجتماعي أو بصرف النظر عن عدم انتمائه لفئه اجتماعية، وهي تختلف عن حقوق الجماعة التي تختص بحقوق فئة معينة من المجتمع . ولا تعتبر حقوق الجماعة حقوق الإنسان تماما حيث أنها تهتم في المقام الأول بخصائص بجماعة معينة ولا تلتفت على وجه العموم إلى حقوق جميع الناس . استنباط حقوق الفرد من حقوق جماعة ما يشيب ذلك المسار ريبة .

## مقدمة
تصطحب حقوق الفرد في العالم الغربي الحقوق السياسية ومن ضمنها حق الانتخاب وحق مزاولة الأعمال. وينبع ذلك من أن حقوق الفرد في العالم الغربي يأتي من مبدأ المساواة بين الأفراد من قبل أن تقنن الدولة حقوق الفرد وضمانها. والمثال على ذلك نجده في الماجناكارتا التي قبلها الملك الأنجليزي بأن إرادته الملكية سوف يحددها القانون وبأن حقوق الرعايا ستكون محفوظة.
ومن جهة أخرى يجري الحديث في عصرنا الحديث كثيرا عن حقوق الفرد في الصين وعلى الأخص فيما يتعلق بالحقوق وسيادة القانون حيث ينصب الحفاظ على الحرية الفردية من خلال الحفاظ على شؤون المجتمع .
بمعنى أن الناس لن تميل إلى مخالفة القانون إذا اعتقدوا أن النظام القانوني سوف يعاقب المخالف منهم و «لا يعاقب» من لا يخالف القانون . فإذا كان النظام القانوني اختياريًا موضوعًا من الفئة الحاكمة (الحزب الشيوعي) فلا يحتم ذلك رضاء كل فرد على اتباعه في ظروف معينة.

## خصائص ثابتة

### نهاية العنصرية
لا تكون حقوق الجماعة مرضية إذا ما اقترنت بالاستعمار أو بنظام عنصري أو سيادة الجنس الأبيض، فإن تلك النظم تعطي حقوقا لفئة متميزة. فمثلا في جنوب أفريقيا قبل القضاء على العنصرية، كانت تفرق بين السكان والزوار بحسب أجناسهم من الأجناس البيض والسود والملونين والهنود. وكانت الحقوق توزع على أساس الانتماء لأحد تلك المجموعات، مما يفرق بين مواطن من الدرجة الأولى أو من الدرجة الثانية.
ولم تتساوى الحقوق بين جميع الأفراد في الولايات المتحدة الأمريكية إلا بعد الحرب الأهلية الأمريكية في عام 1868 بصياغة الإضافات الأربعة عشر إلى الدستور. وكان الغرض من الإضافات الأربعة عشر حماية حقوق «العبيد» وضمان المساواة.

### قرارت دعم
تتخذ حقوق الجماعة في العصر الحالي كوسيلة لدعم حقوق الفرد . ففي مجتمات تكون فيها حقوق الفرد مكفولة بقوة القانون لكل أفراد المجتمع قد تدعم تلك الحقوق المستوى المالي أو الاجتماعي، مما يجعل ضرورة لتحقيق المساواة عن طريق دعم خاص لفئات معينة من المجتمع لمساواتها بالمجتمع عامة .
أمثلة على ذلك مثل حقوق الهنود الحمر في أمريكا وحقوق الأقليات أو حقوق المرأة أو حقوق الطفل وحقوق المعاقين . في ذلك الإطار يحاول القانون تحقيق المساواة عن طريق دعم اقتصادي من الدولة أو مثلا ضمان نسبة معينة من الطلبة السود في الجامعات .
من تلك الوسائل أيضا برنامج الدعم الاقتصادي للسود في جنوب أفريقيا بعد انتهاء العنصرية، حيث تدعم الحكومة بصفة خاصة الفئات التي كانت محرومة في الماضي من السود والملونين و الهنود دعما اقتصاديا في هيئة مساواة في التعيين في وظائف، وبرامج تدريب، وتشجيع على إنشاء مؤسسات تجارية وتعليم الإدارة. ويحوي مرسوم الحقوق لجنوب أفريقيا والتي هي جزء من دستور جنوب أفريقيا يحوي ضمانات قوية للمساواة وبصفة خاصة طبقا للمادة 9 .
وفي الهند فهي تعتمد كثيرا على قرارات تثبيت حقوق الأقلية وهي تعيد النظر في عدم المساواة التي توارثتها عبر التاريخ في نظامها الطبقي.
وفي المملكة المتحدة تنشئ الحكومة برامج لتعويض فئات كانت متخلفة في الماضي
 على حساب جماعات مستفيدة تاريخيا عن طريق تسهيل دخول الجامعات أو الحصول على وظائف.

## في الدساتير
في الولايات المتحدة يرسم الدستور حرية الفرد من خلال مرسوم الحقوق Bill of Rights . وفي كندا يقوم «ميثاق الحقوق والحريات» بنفس الوظيفة .
ويتضمن الدستور الألماني حقوق الفرد ويؤكد أحقيته في الحفاظ على كرامته . في نفس الوقت يضمن القانون المدني الألماني للفرد حتى حق اللجوء إلى المحاكم للحصول على حق له من خصم، بصرف النظر عن قدرته المالية، فإذا كان غير قادرا على دفع مصروفات محامي يترافع عنه، وكّلت المحكمة له محاميا على نفقتها يقوم بالدفاع عنه .

## في الفلسفة
وفقا لآراء الليبراليين الكلاسيكيين وبعض الليبرتاريين اليمنيين السياسية، فإن دور الحكومة يقتصر على تعريف، حماية، وفرض الحقوق الطبيعية للفرد مع محاولة ضمان المعالجات العادلة للتجاوزات. عادة ما توفر الحكومات الليبرالية التي تحترم الحقوق الفردية ضوابط نظامية تحمي الحقوق الفردية، كما في نظام الإجراءات القانونية المستحقة في العدالة الجنائية. يضع مؤيدو هذه الفلسفة، كجوردان بيترسون، الحقوق الفردية كمعارضة جدلية للحقوق الجماعية، ويشيرون إلى حصريتهما، وأن الفلسفات والنظريات السياسية التي تقدر الحقوق الجماعية يقومون بذلك على حساب الفرد وحقوقه. يستشهد بيترسون بتضحية الفرد هذه من أجل الجماعة على أنها سبب لمعارضة الأيديولوجيات اليسارية، وبخاصة الشيوعية، مدعيا أن «الحقوق الجماعية كارثية». يشير منتقدو بيترسون إلى أن حجته تستند إلى مغالطة ثنائية زائفة تفترض أن الحقوق الفردية والجماعية حصرية، منفصلة ومتعارضة، ويقترحون بدلا من ذلك أن الاثنين متربطان بطبيعتهما وأن أحدهما يتطلب الآخر لضمان سلامتهما. فبدون حقوق جماعية معينة، مثلا، فإن مبدأ أساسيا في القانون الدولي، والمنصوص عليه في المادة الأولى من الفصل الأول من ميثاق الأمم المتحدة، يضمن «حق تقرير المصير». وبدون هذا الحق الجماعي، فإن الناس لن يمتلكوا أي وسائل أو سلطة لفرض الحقوق الفردية التي يتيحها حق تقرير المصير. إذا كان الناس غير قادرين على تقرير مصيرهم الجماعي، فإنهم بالتأكيد غير قادرين على فرض أو ضمان حقوقهم الفردية ومستقبلهم وحرياتهم. وعلى النقيض من ثنائية الفرد-الجماعة التي يقترحها بيترسون وغيره من المعاصرين، فإن النقاد يشيرون إلى اتصال كليهما وتشابكهما بالضرورة، ويرفضون فكرة تواجدهما في علاقة حصرية متبادلة.